# 多尔干语

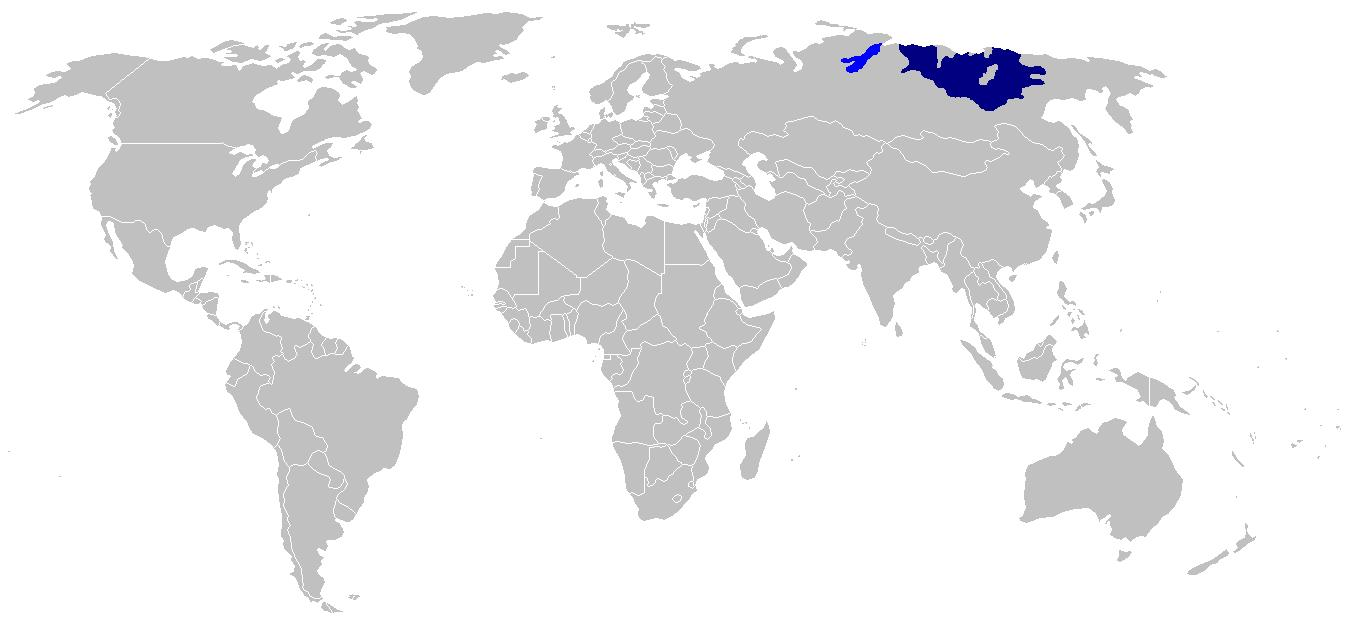
多尔干语(其通行區以藍色標明)與雅库特语(其通行區以深藍色標明)的通行區示意圖。

多尔干语是突厥語族北突厥語支的語言，此語言通行於多尔干人之間，其使用者約有5000人。

## 现状
该语言分布非常狭小，仅限于雅库特自治共和国西北部等特定区域，多年来使用率有所下降。 截至 2010 年，只有大约 1,050 人使用该语言作为第一语言。 该语言自形成之初就发生了一些变化，例如字母表和措辞术语。 该语言最近的问题已成为这种当地语言在异族通婚家庭中的薄弱融合。 许多家庭当中出生的新一代不说父母的任何一种当地语言，而是将俄语作为更主要的语言，以简化家庭间和外部交流的成本。 这导致儿童仅略微学习该语言或将其作为第二语言。 经过几代人的变迁，这种语言不断消失。
多尔干语目前仅在克拉斯诺亚尔斯克边疆区泰梅尔多尔加诺-涅涅茨基区的 11 所学校和幼儿园、雅库特自治共和国Yuryung-Khaya村的学校以及杜金卡市的泰梅尔学院教授。2021年在Volochanka村，名为Anastasia Terebikhina的语言学者组织了一个语言保护小组来学习和保护记录多尔干语。

## 分類
多尔干语是一種北突厥語支的語言，與此語言最接近者為雅库特语。
多尔干语就像芬蘭語、匈牙利語和土耳其語一般，具有母音和諧，且為一種粘著語，同時在語法上，多尔干语亦不具有性的區別。
多尔干语的基本語序為主詞─受詞─動詞。